# Зезен
Зезен (нем. Seesen) — город в Германии, в земле Нижняя Саксония.
Входит в состав района Гослар. Население составляет 19 900 человек (на 1 марта 2018 года). Занимает площадь 102,06 км². Официальный код — 03 1 53 012.
Город подразделяется на 10 городских районов.
| Год  | Население |
| ---- | --------- |
| 1990 | 21 748    |
| 1995 | 22 667    |
| 2000 | 22 518    |
| 2005 | 21 902    |

## Галерея

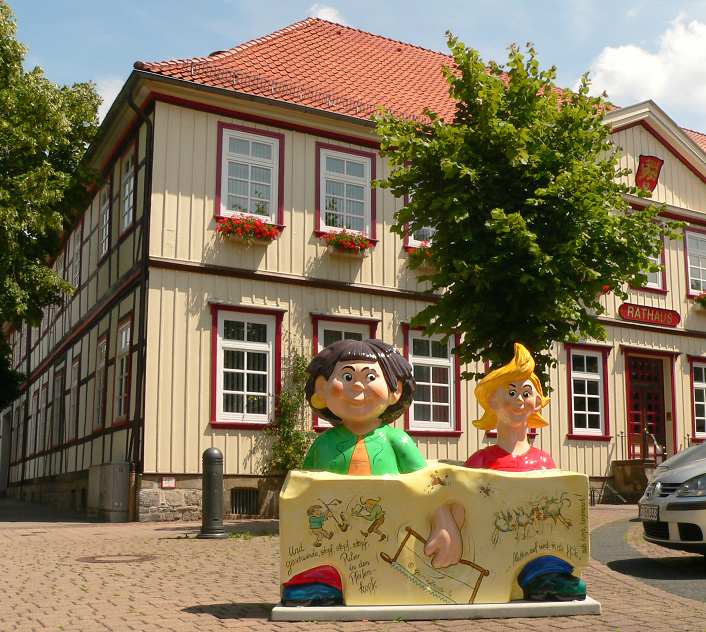
Фигурки Макса и Моритца у здания ратуши
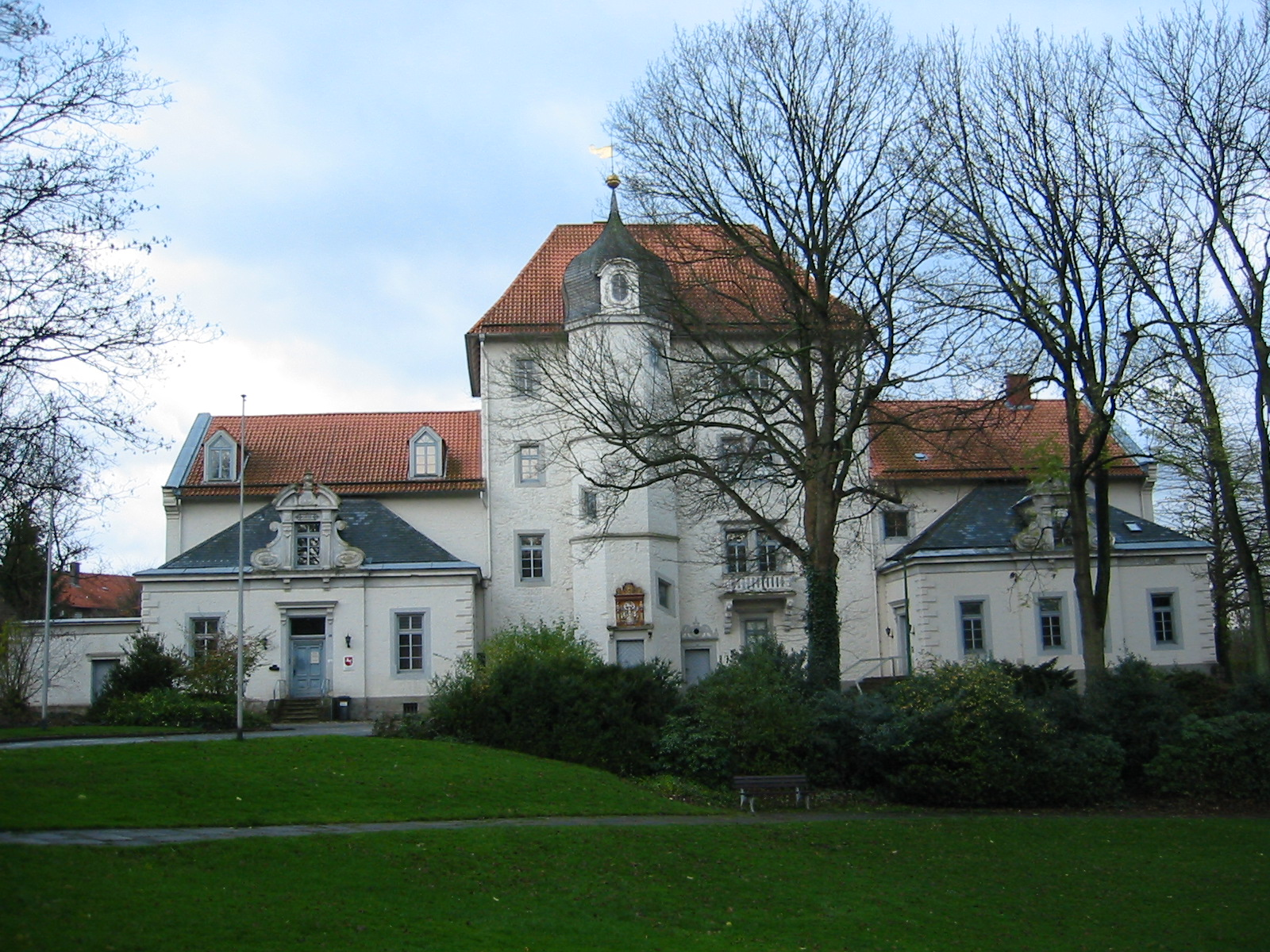
Ранее замок Зехуза, сегодня районный суд
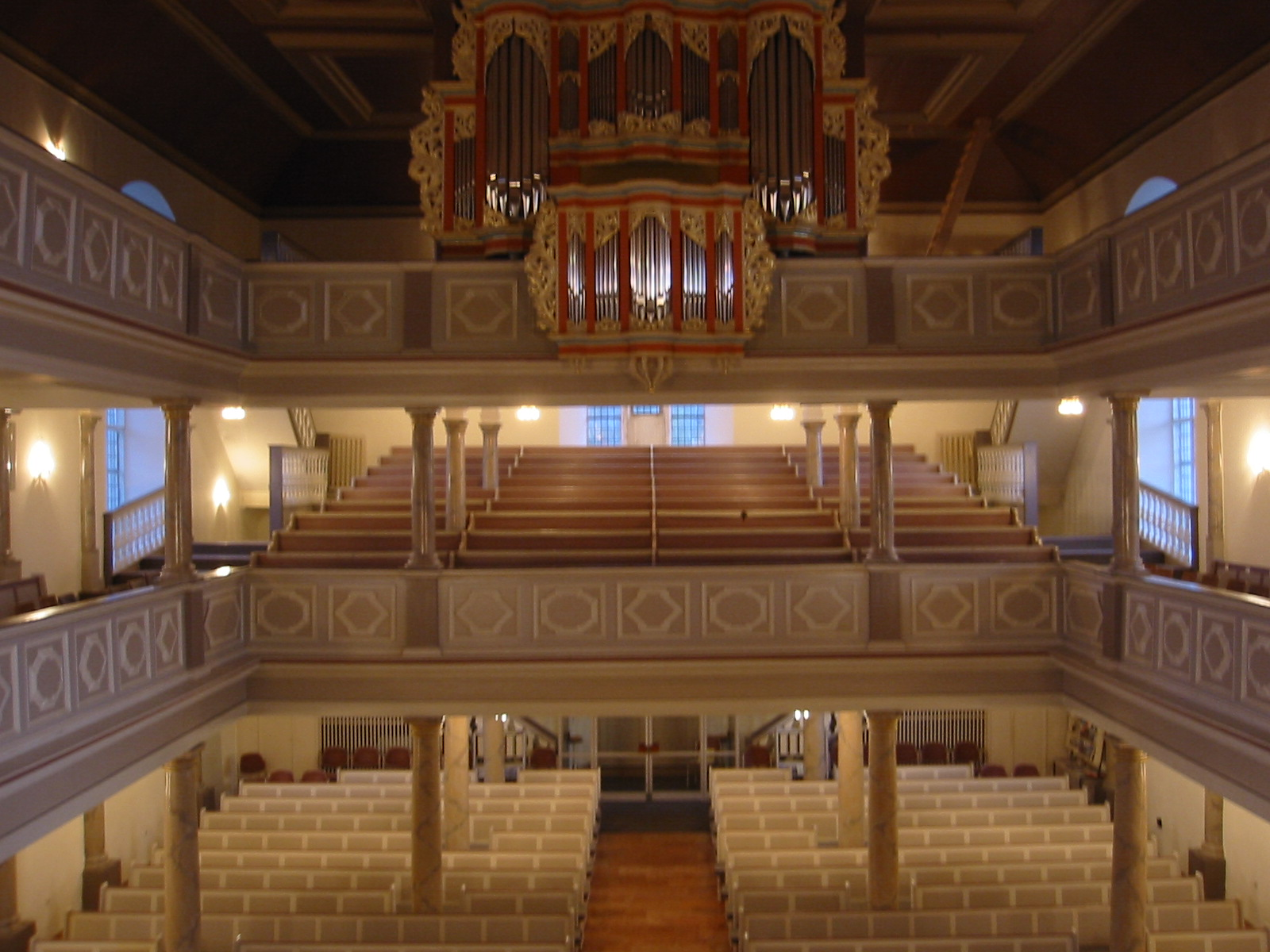
Церковь Св. Андрея, внутри
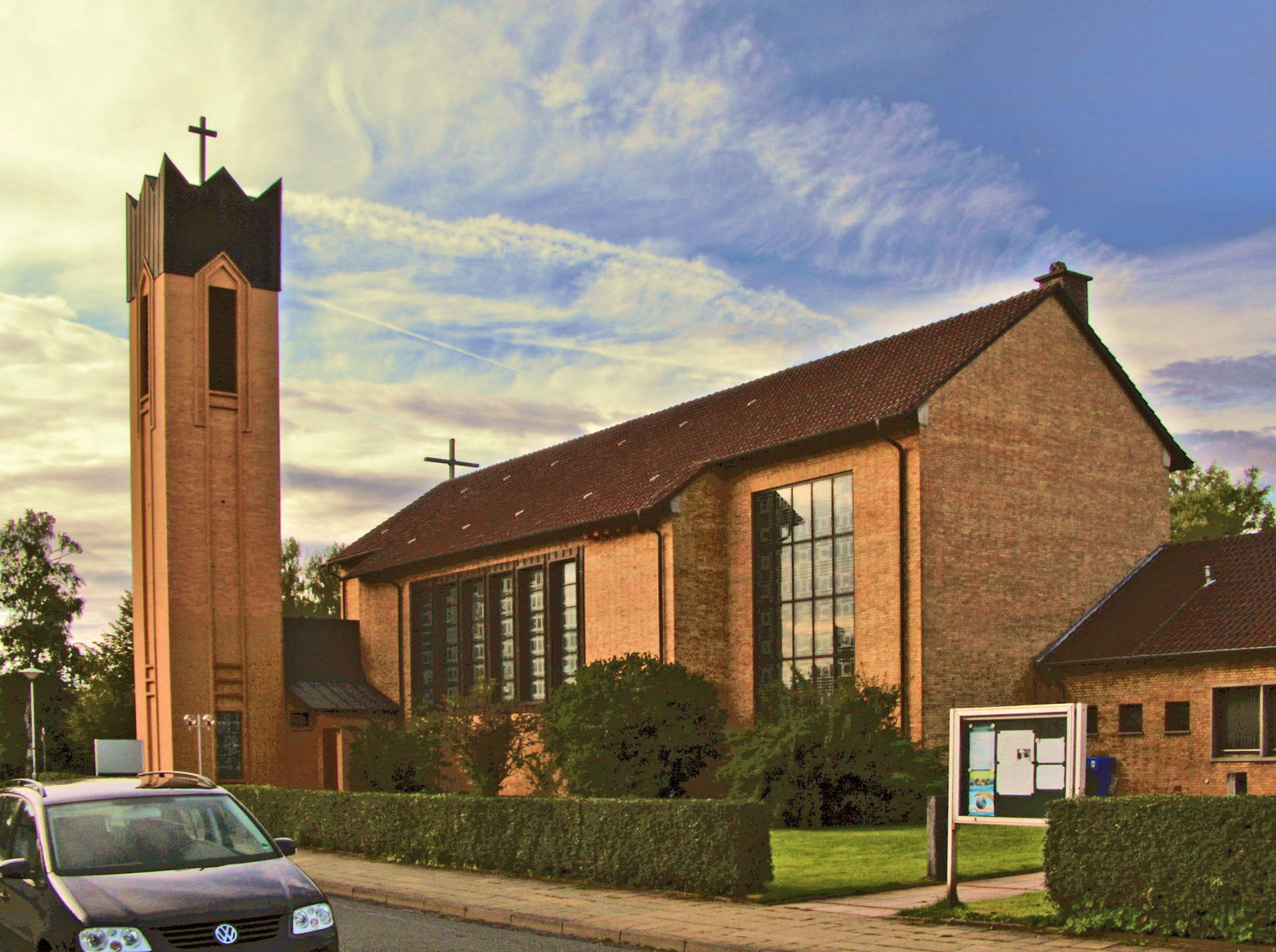
Католическая церковь
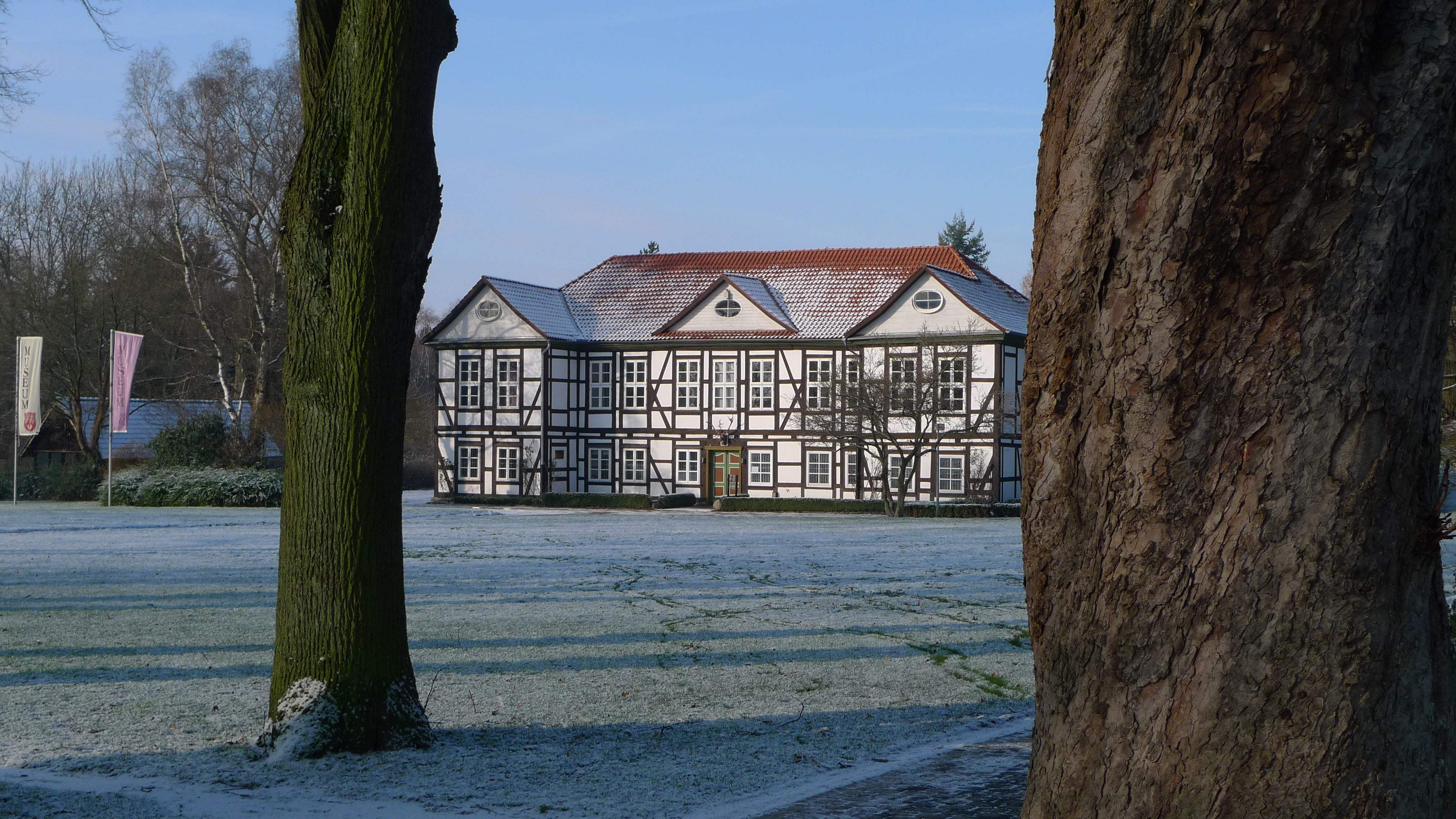
Городской музей Зезена
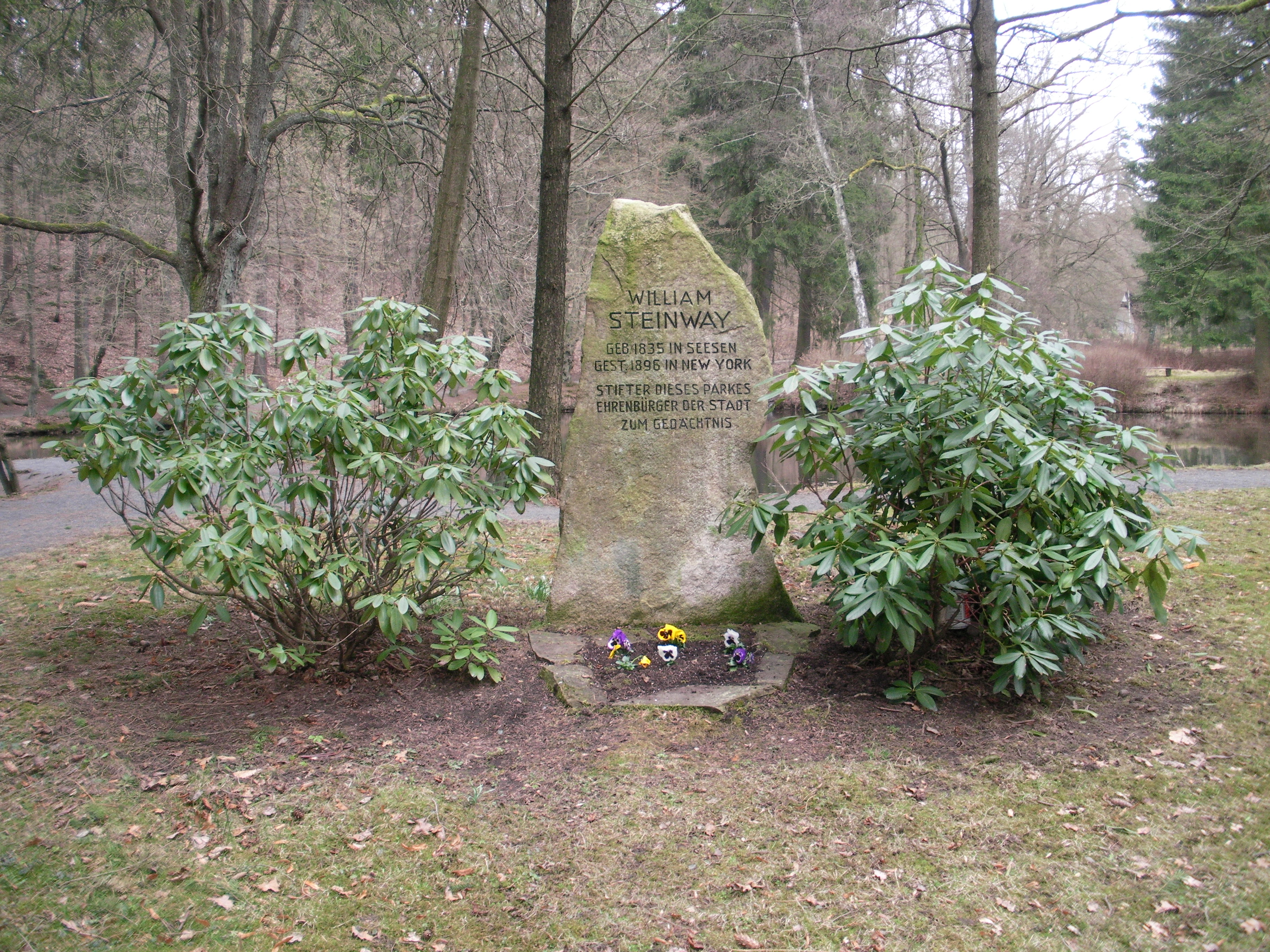
Памятник Уильяму Штайнвейу